# Liste der Auszeichnungen von Peter Gabriel

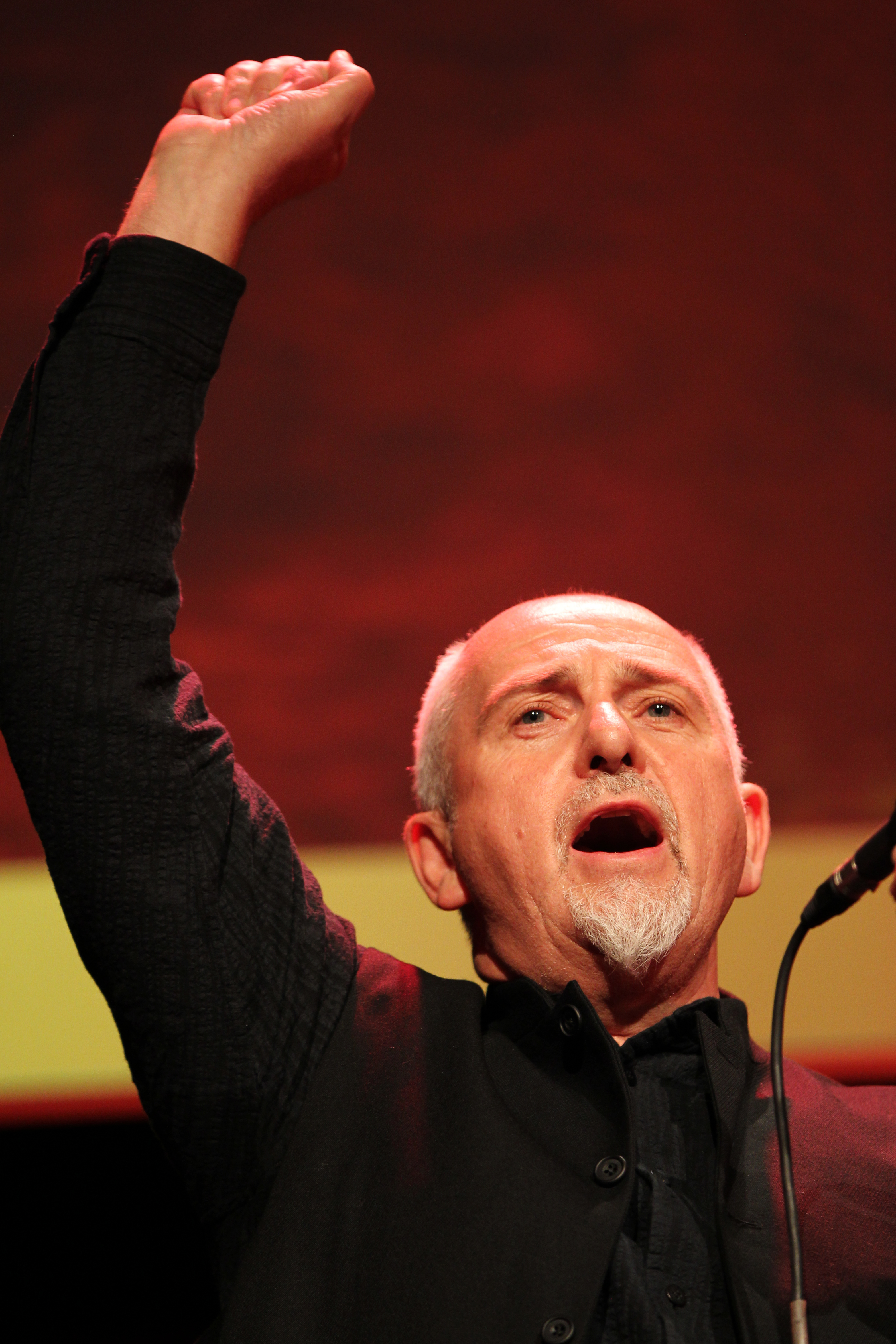
Peter Gabriel bei den Skoll Awards 2011 in Palo Alto.

Diese Liste ist eine Übersicht über die Auszeichnungen und Nominierungen des britischen Musikers, Komponisten und Liedtexters Peter Gabriel.

## Academy Awards
Bei den Academy Awards (Oscars) erhielt Peter Gabriel insgesamt eine Nominierung.
| Jahr | Kategorie   | für                               | Resultat  |
| ---- | ----------- | --------------------------------- | --------- |
| 2009 | Bester Song | Down to Earth (mit Thomas Newman) | Nominiert |

## Ambassador of Conscience Awards
Bei den Ambassador of Conscience Awards (=Botschafter des Gewissens) erhielt Peter Gabriel insgesamt eine Nominierung und eine Auszeichnung.
| Jahr | Kategorie                       | für           | Resultat |
| ---- | ------------------------------- | ------------- | -------- |
| 2008 | Ambassador of Conscience Awards | Peter Gabriel | Gewonnen |

## American Academy of Achievement
In die American Academy of Achievement (Academy of Achievement) wurde Peter Gabriel insgesamt einmal aufgenommen.
| Jahr | Kategorie      | für           | Resultat |
| ---- | -------------- | ------------- | -------- |
| 2017 | Mitgliedschaft | Peter Gabriel | Gewonnen |

## American Music Awards
Bei den American Music Awards (AMAs) erhielt Peter Gabriel insgesamt drei Nominierungen.
| Jahr | Kategorie                           | für           | Resultat  |
| ---- | ----------------------------------- | ------------- | --------- |
| 1987 | Favorite Pop/Rock Male Artist       | Peter Gabriel | Nominiert |
| 1987 | Favorite Pop/Rock Male Video Artist | Peter Gabriel | Nominiert |
| 1988 | Favorite Pop/Rock Video             | Sledgehammer  | Nominiert |

## American Video Awards
Bei den American Video Awards (AVAs) erhielt Peter Gabriel insgesamt sieben Nominierungen und sechs Auszeichnungen.
| Jahr | Kategorie              | für                                              | Resultat  |
| ---- | ---------------------- | ------------------------------------------------ | --------- |
| 1983 | Special Merit Video    | Shock the Monkey                                 | Nominiert |
| 1987 | Best Director          | Sledgehammer (geteilt mit Stephen R. Johnson)    | Gewonnen  |
| 1987 | Best Editor            | Sledgehammer (geteilt mit Limelight Productions) | Gewonnen  |
| 1987 | Best Performance, Male | Sledgehammer                                     | Gewonnen  |
| 1987 | Best Pop Video         | Sledgehammer                                     | Gewonnen  |
| 1987 | Best Special Effects   | Sledgehammer (geteilt mit Limelight Productions) | Gewonnen  |
| 1987 | Hall of Fame Award     | Peter Gabriel                                    | Gewonnen  |

## Australian Film Institute Awards
Bei den Australian Film Institute Awards (AFI Awards) erhielt Peter Gabriel insgesamt eine Nominierung und eine Auszeichnung.
| Jahr | Kategorie                 | für            | Resultat |
| ---- | ------------------------- | -------------- | -------- |
| 2002 | Best Original Music Score | Long Walk Home | Gewonnen |

## BASCA Awards
Bei den BASCA Awards (BASCAs) erhielt Peter Gabriel insgesamt zwei Nominierungen und zwei Auszeichnungen.
| Jahr | Kategorie                | für           | Resultat |
| ---- | ------------------------ | ------------- | -------- |
| 2015 | Gold Badge Award         | Peter Gabriel | Gewonnen |
| 2022 | Academy Fellowship Award | Peter Gabriel | Gewonnen |

## Billboard Music Awards
Bei den Billboard Music Awards (BMAs) erhielt Peter Gabriel insgesamt 21 Nominierungen.
| Jahr | Kategorie                                      | für                  | Resultat  |
| ---- | ---------------------------------------------- | -------------------- | --------- |
| 1986 | Top Dance Club Play Single/Album               | Sledgehammer (Remix) | Nominiert |
| 1986 | Top Dance Sales Single/Album                   | Sledgehammer (Remix) | Nominiert |
| 1986 | Top Pop Album Artist                           | Peter Gabriel        | Nominiert |
| 1986 | Top Pop Album Artist – Male                    | Peter Gabriel        | Nominiert |
| 1986 | Top Pop Album of the Year                      | So                   | Nominiert |
| 1986 | Top Pop Artist of the Year                     | Peter Gabriel        | Nominiert |
| 1986 | Top Pop Compact Disk                           | So                   | Nominiert |
| 1986 | Top Pop Singles Artist                         | Peter Gabriel        | Nominiert |
| 1986 | Top Pop Singles Artist – Male                  | Peter Gabriel        | Nominiert |
| 1986 | Top Pop Single of the Year                     | Sledgehammer         | Nominiert |
| 1986 | Top Rock Track                                 | In Your Eyes         | Nominiert |
| 1986 | Top Rock Track                                 | Sledgehammer         | Nominiert |
| 1987 | Top Pop Album Artist                           | Peter Gabriel        | Nominiert |
| 1987 | Top Pop Album Artist – Male                    | Peter Gabriel        | Nominiert |
| 1987 | Top Pop Album                                  | So                   | Nominiert |
| 1987 | Top Pop Artists of the Year (Albums & Singles) | Peter Gabriel        | Nominiert |
| 1987 | Top Pop Compact Disc                           | So                   | Nominiert |
| 1987 | Top Pop Single                                 | Big Time             | Nominiert |
| 1987 | Top Pop Singles Artist                         | Peter Gabriel        | Nominiert |
| 1987 | Top Pop Singles Artist – Male                  | Peter Gabriel        | Nominiert |
| 1989 | Top New Age Album                              | Passion              | Nominiert |

## BMI Awards
Bei den BMI Awards (BMIs) erhielt Peter Gabriel insgesamt neun Nominierungen und neun Auszeichnungen.
| Jahr | Kategorie           | für           | Resultat |
| ---- | ------------------- | ------------- | -------- |
| 2001 | 2-Million-Air-Award | In Your Eyes  | Gewonnen |
| 2006 | 3-Million-Air-Award | In Your Eyes  | Gewonnen |
| 2007 | 1-Million-Air-Award | Big Time      | Gewonnen |
| 2007 | 1-Million-Air-Award | Solsbury Hill | Gewonnen |
| 2007 | BMI Icon Award      | Peter Gabriel | Gewonnen |
| 2012 | 3-Million-Air-Award | Sledgehammer  | Gewonnen |
| 2016 | 5-Million-Air-Award | In Your Eyes  | Gewonnen |
| 2020 | 4-Million-Air-Award | Sledgehammer  | Gewonnen |
| 2020 | 6-Million-Air-Award | In Your Eyes  | Gewonnen |

## BRIT Awards
Bei den BRIT Awards (BRITs) erhielt Peter Gabriel insgesamt acht Nominierungen und drei Auszeichnungen.
| Jahr | Kategorie                    | für                 | Resultat  |
| ---- | ---------------------------- | ------------------- | --------- |
| 1987 | British Album of the Year    | So                  | Nominiert |
| 1987 | British Male Solo Artist     | Peter Gabriel       | Gewonnen  |
| 1987 | British Single of the Year   | Sledgehammer        | Nominiert |
| 1987 | British Video of the Year    | Sledgehammer        | Gewonnen  |
| 1990 | British Producer of the Year | Peter Gabriel       | Nominiert |
| 1993 | British Producer of the Year | Peter Gabriel       | Gewonnen  |
| 1993 | British Video of the Year    | Digging in the Dirt | Nominiert |
| 1994 | British Video of the Year    | Steam               | Nominiert |

## BT Digital Music Awards
Bei den BT Digital Music Awards (DMAs) erhielt Peter Gabriel insgesamt eine Nominierung und eine Auszeichnung.
| Jahr | Kategorie     | für           | Resultat |
| ---- | ------------- | ------------- | -------- |
| 2006 | Pioneer Award | Peter Gabriel | Gewonnen |

## CASBY Awards
Bei den CASBY Awards (CASBYs) erhielt Peter Gabriel insgesamt eine Nominierung und eine Auszeichnung.
| Jahr | Kategorie                       | für | Resultat |
| ---- | ------------------------------- | --- | -------- |
| 1986 | International Album of the Year | So  | Gewonnen |

## Classic Rock Roll of Honour Awards
Bei den Classic Rock Roll of Honour Awards (Classic Rock Awards) erhielt Peter Gabriel insgesamt drei Nominierungen.
| Jahr | Kategorie                         | für                                                  | Resultat  |
| ---- | --------------------------------- | ---------------------------------------------------- | --------- |
| 2012 | Best Box Set                      | So – 25th Anniversary Immersion Box Set              | Nominiert |
| 2016 | Best Archival Live Album or Video | Growing Up Live + Still Growing Up: Live & Unwrapped | Nominiert |
| 2016 | Tour of the Year                  | Rock Paper Scissors Tour (mit Sting)                 | Nominiert |

## Critics’ Choice Movie Awards
Bei den Critics’ Choice Movie Awards (CCMAs) erhielt Peter Gabriel insgesamt eine Nominierung.
| Jahr | Kategorie   | für                               | Resultat  |
| ---- | ----------- | --------------------------------- | --------- |
| 2009 | Bestes Lied | Down to Earth (mit Thomas Newman) | Nominiert |

## Danish Music Awards
Bei den Danish Music Awards (DMAs) erhielt Peter Gabriel insgesamt eine Nominierung.
| Jahr | Kategorie                | für | Resultat  |
| ---- | ------------------------ | --- | --------- |
| 1993 | Best International Album | Us  | Nominiert |

## European Multimedia Awards
Bei den European Multimedia Awards (EMAs) erhielt Peter Gabriel insgesamt eine Nominierung und eine Auszeichnung.
| Jahr | Kategorie                 | für           | Resultat |
| ---- | ------------------------- | ------------- | -------- |
| 1997 | European Multimedia Award | Peter Gabriel | Gewonnen |

## Film Critics Circle of Australia Awards
Bei den Film Critics Circle of Australia Awards (FCCAs) erhielt Peter Gabriel insgesamt eine Nominierung.
| Jahr | Kategorie        | für            | Resultat  |
| ---- | ---------------- | -------------- | --------- |
| 2002 | Best Music Score | Long Walk Home | Nominiert |

## Formel Eins Video Awards
Bei den Formel Eins Video Awards (auch: SR Awards) erhielt Peter Gabriel insgesamt eine Nominierung.
| Jahr | Kategorie              | für          | Resultat  |
| ---- | ---------------------- | ------------ | --------- |
| 1986 | Best Video of the Year | Sledgehammer | Nominiert |

## Frankfurter Musikpreis
Bei dem Frankfurter Musikpreis (auch: Messe-Preis) erhielt Peter Gabriel insgesamt eine Nominierung und eine Auszeichnung.
| Jahr | Kategorie                                                                                  | für           | Resultat |
| ---- | ------------------------------------------------------------------------------------------ | ------------- | -------- |
| 2006 | Besondere Leistungen in der Interpretation und Komposition, in Musikwissenschaft und Lehre | Peter Gabriel | Gewonnen |

## GAFFA-Prisen
Bei den GAFFA-Prisen (GAFFAs) erhielt Peter Gabriel insgesamt drei Nominierungen und eine Auszeichnung.
| Jahr | Kategorie                 | für                 | Resultat  |
| ---- | ------------------------- | ------------------- | --------- |
| 1992 | Best International Album  | Us                  | Nominiert |
| 1992 | Best International Solist | Peter Gabriel       | Nominiert |
| 1992 | Music Video of the Year   | Digging in the Dirt | Gewonnen  |

## Gold Derby Awards
Bei den Gold Derby Awards (Derbys) erhielt Peter Gabriel insgesamt eine Nominierung.
| Jahr | Kategorie     | für                               | Resultat  |
| ---- | ------------- | --------------------------------- | --------- |
| 2009 | Original Song | Down to Earth (mit Thomas Newman) | Nominiert |

## Golden Globe Awards
Bei den Golden Globe Awards (Golden Globes) erhielt Peter Gabriel insgesamt drei Nominierungen.
| Jahr | Kategorie       | für                               | Resultat  |
| ---- | --------------- | --------------------------------- | --------- |
| 1989 | Beste Filmmusik | Passion                           | Nominiert |
| 2003 | Beste Filmmusik | Long Walk Home                    | Nominiert |
| 2009 | Bester Filmsong | Down to Earth (mit Thomas Newman) | Nominiert |

## Grammy Awards
Bei den Grammy Awards (Grammys) erhielt Peter Gabriel insgesamt 21 Nominierungen und acht Auszeichnungen.
| Jahr | Kategorie                                    | für                                                                                        | Resultat  |
| ---- | -------------------------------------------- | ------------------------------------------------------------------------------------------ | --------- |
| 1983 | Best Male Rock Vocal Performance             | Shock the Monkey                                                                           | Nominiert |
| 1985 | Best Score Soundtrack for Visual Media       | Against All Odds                                                                           | Nominiert |
| 1987 | Record of the Year                           | Sledgehammer                                                                               | Nominiert |
| 1987 | Album of the Year                            | So                                                                                         | Nominiert |
| 1987 | Song of the Year                             | Sledgehammer                                                                               | Nominiert |
| 1987 | Best Male Rock Vocal Performance             | Sledgehammer                                                                               | Nominiert |
| 1990 | Best New Age, Ambient or Chant Album         | Passion                                                                                    | Gewonnen  |
| 1990 | Best Score Soundtrack for Visual Media       | Passion: Music for The Last Temptation of Christ                                           | Nominiert |
| 1992 | Best Music Video – Long Form                 | PoV – Point of View                                                                        | Nominiert |
| 1993 | Best Music Video – Short Form                | Digging in the Dirt                                                                        | Gewonnen  |
| 1993 | Best Male Pop Vocal Performance              | Us                                                                                         | Nominiert |
| 1993 | Best Male Pop Vocal Performance              | Digging in the Dirt                                                                        | Nominiert |
| 1993 | Best Rock Song                               | Digging in the Dirt                                                                        | Nominiert |
| 1994 | Best Music Video – Short Form                | Steam                                                                                      | Gewonnen  |
| 1994 | Best Solo Rock Vocal Performance             | Steam                                                                                      | Nominiert |
| 1995 | Best Male Pop Vocal Performance              | Red Rain                                                                                   | Nominiert |
| 1996 | Best Music Video – Long Form                 | Secret World Live                                                                          | Gewonnen  |
| 2003 | Best Male Pop Vocal Performance              | The Barry Williams Show                                                                    | Nominiert |
| 2009 | Best Song Written for Visual Media           | Down to Earth (mit Thomas Newman)                                                          | Gewonnen  |
| 2009 | Best Arrangement, Instrumental or A Cappella | Define Dancing                                                                             | Gewonnen  |
| 2017 | Best Song Written for Visual Media           | The Veil                                                                                   | Nominiert |
| 2025 | Best Engineered Album, Non-Classical         | i/o (für Oli Jacobs, Katie May, Dom Shaw, Tchad Blake, Mark ‚Spike‘ Stent und Matt Colton) | Gewonnen  |
| 2025 | Best Immersive Audio Album                   | i/o (mit Hans-Martin Buff)                                                                 | Gewonnen  |

## Houston Film Critics Society Awards
Bei den Houston Film Critics Society Awards (HFCS Awards) erhielt Peter Gabriel insgesamt eine Nominierung und eine Auszeichnung.
| Jahr | Kategorie          | für                               | Resultat |
| ---- | ------------------ | --------------------------------- | -------- |
| 2008 | Best Original Song | Down to Earth (mit Thomas Newman) | Gewonnen |

## IM & MC Music Video Awards
Bei den IM & MC Music Video Awards (IMMCs) erhielt Peter Gabriel insgesamt eine Nominierung und eine Auszeichnung.
| Jahr | Kategorie    | für          | Resultat |
| ---- | ------------ | ------------ | -------- |
| 1986 | Best Effects | Sledgehammer | Gewonnen |

## Inside Film Awards
Bei den Inside Film Awards (IF Awards) erhielt Peter Gabriel insgesamt eine Nominierung.
| Jahr | Kategorie  | für            | Resultat  |
| ---- | ---------- | -------------- | --------- |
| 2002 | Best Music | Long Walk Home | Nominiert |

## Interactive Entertainment Awards
Bei den Interactive Entertainment Awards (IEAs) erhielt Peter Gabriel insgesamt eine Nominierung und eine Auszeichnung.
| Jahr | Kategorie                       | für           | Resultat |
| ---- | ------------------------------- | ------------- | -------- |
| 1998 | Interactive Entertainment Award | Peter Gabriel | Gewonnen |

## International Film Music Critics Association Awards
Bei den International Film Music Critics Association Awards (IFMCA Awards) erhielt Peter Gabriel insgesamt eine Nominierung.
| Jahr | Kategorie                          | für                               | Resultat  |
| ---- | ---------------------------------- | --------------------------------- | --------- |
| 2008 | Film Music Composition of the Year | Down to Earth (mit Thomas Newman) | Nominiert |

## Invision Awards
Bei den Invision Awards (IAs) erhielt Peter Gabriel insgesamt eine Nominierung und eine Auszeichnung.
| Jahr | Kategorie      | für           | Resultat |
| ---- | -------------- | ------------- | -------- |
| 1998 | Invision Award | Peter Gabriel | Gewonnen |

## Ivor Novello Awards
Bei den Ivor Novello Awards (The Ivors) erhielt Peter Gabriel insgesamt fünf Nominierungen und drei Auszeichnungen.
| Jahr | Kategorie                                 | für                         | Resultat  |
| ---- | ----------------------------------------- | --------------------------- | --------- |
| 1983 | Outstanding Contribution to British Music | Peter Gabriel (mit Genesis) | Gewonnen  |
| 1987 | Best Contemporary Song                    | Sledgehammer                | Nominiert |
| 1987 | Best Song Musically and Lyrically         | Don’t Give Up               | Gewonnen  |
| 2003 | Best Original Film Score                  | Long Walk Home              | Nominiert |
| 2007 | Lifetime Achievement Award                | Peter Gabriel               | Gewonnen  |

## Juno Awards
Bei den Juno Awards (JUNOS) erhielt Peter Gabriel insgesamt eine Nominierung und eine Auszeichnung.
| Jahr | Kategorie            | für                               | Resultat |
| ---- | -------------------- | --------------------------------- | -------- |
| 1987 | Producer of the Year | Peter Gabriel (mit Daniel Lanois) | Gewonnen |

## Las Vegas Film Critics Society Awards
Bei den Las Vegas Film Critics Society Awards (Sierra Awards) erhielt Peter Gabriel insgesamt eine Nominierung.
| Jahr | Kategorie | für                       | Resultat  |
| ---- | --------- | ------------------------- | --------- |
| 2000 | Best Song | The Tower That Ate People | Nominiert |

## Man of Peace Prize
Bei dem Man of Peace Prize (MoPP) erhielt Peter Gabriel insgesamt eine Nominierung und eine Auszeichnung.
| Jahr | Kategorie                  | für           | Resultat |
| ---- | -------------------------- | ------------- | -------- |
| 2006 | Commitment to Human Rights | Peter Gabriel | Gewonnen |

## MIDEM Awards
Bei den MIDEM Awards (MIDEMs) erhielt Peter Gabriel insgesamt eine Nominierung und eine Auszeichnung.
| Jahr | Kategorie                     | für           | Resultat |
| ---- | ----------------------------- | ------------- | -------- |
| 2008 | Personality of the Year Award | Peter Gabriel | Gewonnen |

## Milia D’Or Grand Prize
Bei dem Milia D’Or Grand Prize (Milia D’Or) erhielt Peter Gabriel insgesamt eine Nominierung und eine Auszeichnung.
| Jahr | Kategorie              | für                | Resultat |
| ---- | ---------------------- | ------------------ | -------- |
| 1997 | Milia D’Or Grand Prize | Peter Gabriel: Eve | Gewonnen |

## MTV Video Music Awards
Bei den MTV Video Music Awards (VMAs) erhielt Peter Gabriel insgesamt 23 Nominierungen und 13 Auszeichnungen.
| Jahr | Kategorie                                         | für                                                              | Resultat  |
| ---- | ------------------------------------------------- | ---------------------------------------------------------------- | --------- |
| 1987 | Best Art Direction in a Video                     | Sledgehammer (geteilt mit Brothers Quay)                         | Gewonnen  |
| 1987 | Best Concept Video                                | Big Time                                                         | Nominiert |
| 1987 | Best Concept Video                                | Sledgehammer                                                     | Gewonnen  |
| 1987 | Best Direction in a Video                         | Sledgehammer (geteilt mit Stephen R. Johnson)                    | Gewonnen  |
| 1987 | Best Editing in a Video                           | Sledgehammer (geteilt mit Colin Green)                           | Gewonnen  |
| 1987 | Best Overall Performance in a Video               | Sledgehammer                                                     | Gewonnen  |
| 1987 | Best Male Video                                   | Sledgehammer                                                     | Gewonnen  |
| 1987 | Best Special Effects in a Video                   | Big Time (geteilt mit Peter Wallach)                             | Nominiert |
| 1987 | Best Special Effects in a Video                   | Sledgehammer (geteilt mit Peter Lord)                            | Gewonnen  |
| 1987 | Most Experimental Video                           | Sledgehammer                                                     | Gewonnen  |
| 1987 | Video of the Year                                 | Sledgehammer                                                     | Gewonnen  |
| 1987 | Video Vanguard Award                              | Peter Gabriel                                                    | Gewonnen  |
| 1987 | Viewer’s Choice                                   | Sledgehammer                                                     | Nominiert |
| 1988 | Best Video From a Film                            | Biko                                                             | Nominiert |
| 1991 | Best Long Form Video                              | PoV – Point of View                                              | Nominiert |
| 1993 | Best Editing in a Video                           | Steam (geteilt mit Douglas Jines)                                | Gewonnen  |
| 1993 | Best Male Video                                   | Steam                                                            | Nominiert |
| 1993 | Best Special Effects in a Video                   | Steam (geteilt mit Real World Productions und Colossal Pictures) | Gewonnen  |
| 1993 | International Viewer’s Choice Awards (MTV Europa) | Digging in the Dirt                                              | Nominiert |
| 1993 | Video of the Year                                 | Digging in the Dirt                                              | Nominiert |
| 1993 | Viewer’s Choice                                   | Digging in the Dirt                                              | Nominiert |
| 1994 | Best Editing in a Video                           | Kiss That Frog (geteilt mit Craig Wood)                          | Nominiert |
| 1994 | Best Special Effects in a Video                   | Kiss That Frog (geteilt mit Brett Leonard und Angel Studios)     | Gewonnen  |

## Music Industry Trusts’ Awards
Bei den Music Industry Trusts’ Awards (The MITS) erhielt Peter Gabriel insgesamt eine Nominierung und eine Auszeichnung.
| Jahr | Kategorie                                                   | für           | Resultat |
| ---- | ----------------------------------------------------------- | ------------- | -------- |
| 2004 | Contributions to British music, his work fighting injustice | Peter Gabriel | Gewonnen |

## Music of Black Origin Awards
Bei den Music of Black Origin Awards (MOBO Awards) erhielt Peter Gabriel insgesamt eine Nominierung.
| Jahr | Kategorie            | für           | Resultat  |
| ---- | -------------------- | ------------- | --------- |
| 2000 | Best World Music Act | Peter Gabriel | Nominiert |

## New Music Awards
Bei den New Music Awards (NMAs) erhielt Peter Gabriel insgesamt vier Nominierungen und vier Auszeichnungen.
| Jahr | Kategorie                    | für           | Resultat |
| ---- | ---------------------------- | ------------- | -------- |
| 1986 | Best Album of the Year       | So            | Gewonnen |
| 1986 | Best Male Artist of the Year | Peter Gabriel | Gewonnen |
| 1986 | Best Video of the Year       | Sledgehammer  | Gewonnen |
| 1986 | Hall of Fame Award           | Peter Gabriel | Gewonnen |

## Online Film and Television Association Awards
Bei den Online Film and Television Association Awards (OFTA Film Awards) erhielt Peter Gabriel insgesamt zwei Nominierungen.
| Jahr | Kategorie                       | für                               | Resultat  |
| ---- | ------------------------------- | --------------------------------- | --------- |
| 1999 | Best New Theme Song in a Series | Brimstone                         | Nominiert |
| 2009 | Best Music, Original Song       | Down to Earth (mit Thomas Newman) | Nominiert |

## Polar Music Prize
Bei dem Polar Music Prize („Nobelpreis für Musik“) erhielt Peter Gabriel insgesamt eine Nominierung und eine Auszeichnung.
| Jahr | Kategorie  | für           | Resultat |
| ---- | ---------- | ------------- | -------- |
| 2009 | Lebenswerk | Peter Gabriel | Gewonnen |

## Prix Ars Electronica
Bei dem Prix Ars Electronica (Prix Ars) erhielt Peter Gabriel insgesamt eine Nominierung und eine Auszeichnung.
| Jahr | Kategorie                 | für                                    | Resultat |
| ---- | ------------------------- | -------------------------------------- | -------- |
| 1987 | Digital Music & Sound Art | Peter Gabriel (mit Jean-Claude Risset) | Gewonnen |

## Progressive Music Awards
Bei den Progressive Music Awards (Prog Awards) erhielt Peter Gabriel insgesamt eine Nominierung und eine Auszeichnung.
| Jahr | Kategorie | für           | Resultat |
| ---- | --------- | ------------- | -------- |
| 2014 | Prog God  | Peter Gabriel | Gewonnen |

## Q Awards
Bei den Q Awards (Qs) erhielt Peter Gabriel insgesamt zwei Nominierungen und zwei Auszeichnungen.
| Jahr | Kategorie                  | für                                           | Resultat |
| ---- | -------------------------- | --------------------------------------------- | -------- |
| 1992 | Best Producer              | Peter Gabriel (mit Daniel Lanois und The Orb) | Gewonnen |
| 2006 | Lifetime Achievement Award | Peter Gabriel                                 | Gewonnen |

## Quadriga
Bei dem Quadriga („Die Quadriga“) erhielt Peter Gabriel insgesamt eine Nominierung und eine Auszeichnung.
| Jahr | Kategorie                               | für           | Resultat |
| ---- | --------------------------------------- | ------------- | -------- |
| 2008 | Engagement für Menschenrechte (Witness) | Peter Gabriel | Gewonnen |

## Rock and Roll Hall of Fame
In die Rock and Roll Hall of Fame (RRHOF) wurde Peter Gabriel insgesamt zweimal aufgenommen.
| Jahr | Kategorie      | für                         | Resultat |
| ---- | -------------- | --------------------------- | -------- |
| 2010 | Mitgliedschaft | Peter Gabriel (mit Genesis) | Gewonnen |
| 2014 | Mitgliedschaft | Peter Gabriel               | Gewonnen |

## Rose d’Or
Bei der Rose d’Or (Rose von Montreux) erhielt Peter Gabriel insgesamt eine Nominierung und eine Auszeichnung.
| Jahr | Kategorie               | für               | Resultat |
| ---- | ----------------------- | ----------------- | -------- |
| 1995 | Silberne Rose für Musik | Secret World Live | Gewonnen |

## Satellite Awards
Bei den Satellite Awards (Satellites) erhielt Peter Gabriel insgesamt eine Nominierung.
| Jahr | Kategorie       | für                               | Resultat  |
| ---- | --------------- | --------------------------------- | --------- |
| 2008 | Bester Filmsong | Down to Earth (mit Thomas Newman) | Nominiert |

## Silver Clef Awards
Bei den Silver Clef Awards (Silver Clef) erhielt Peter Gabriel insgesamt eine Nominierung und eine Auszeichnung.
| Jahr | Kategorie         | für           | Resultat |
| ---- | ----------------- | ------------- | -------- |
| 2022 | Silver Clef Award | Peter Gabriel | Gewonnen |

## Soul Train Music Awards
Bei den Soul Train Music Awards (Soul Trains) erhielt Peter Gabriel insgesamt eine Nominierung.
| Jahr | Kategorie        | für          | Resultat  |
| ---- | ---------------- | ------------ | --------- |
| 1987 | Best Music Video | Sledgehammer | Nominiert |

## Sputnik Innovator Awards
Bei den Sputnik Innovator Awards (Sputnik Awards) erhielt Peter Gabriel insgesamt eine Nominierung und eine Auszeichnung.
| Jahr | Kategorie                                                    | für                                   | Resultat |
| ---- | ------------------------------------------------------------ | ------------------------------------- | -------- |
| 2003 | Verdienste um ein neues Geschäftsmodell für die Musikbranche | Peter Gabriel (mit Charles Grimsdale) | Gewonnen |

## Top of the Pops Awards
Bei den Top of the Pops Awards (TOTPs) erhielt Peter Gabriel insgesamt eine Nominierung und eine Auszeichnung.
| Jahr | Kategorie          | für           | Resultat |
| ---- | ------------------ | ------------- | -------- |
| 2003 | Singer of the Year | Peter Gabriel | Gewonnen |

## UK Festival Awards
Bei den UK Festival Awards (Festies) erhielt Peter Gabriel insgesamt drei Nominierungen und eine Auszeichnung.
| Jahr | Kategorie                      | für                  | Resultat  |
| ---- | ------------------------------ | -------------------- | --------- |
| 2008 | Best Grass Roots Festival      | Peter Gabriel, Womad | Nominiert |
| 2015 | Outstanding Contribution Award | Peter Gabriel, Womad | Gewonnen  |
| 2016 | Line-Up of the Year            | Peter Gabriel, Womad | Nominiert |

## World Soundtrack Awards
Bei den World Soundtrack Awards (WSAs) erhielt Peter Gabriel insgesamt eine Nominierung und eine Auszeichnung.
| Jahr | Kategorie                                      | für                               | Resultat |
| ---- | ---------------------------------------------- | --------------------------------- | -------- |
| 2008 | Best Original Song Written Directly for a Film | Down to Earth (mit Thomas Newman) | Gewonnen |

## Žebřík Music Awards
Bei den Žebřík Music Awards (Music Ladder Awards) erhielt Peter Gabriel insgesamt eine Nominierung.
| Jahr | Kategorie                      | für           | Resultat  |
| ---- | ------------------------------ | ------------- | --------- |
| 2005 | Best International Male Artist | Peter Gabriel | Nominiert |